# 숀 로빈슨

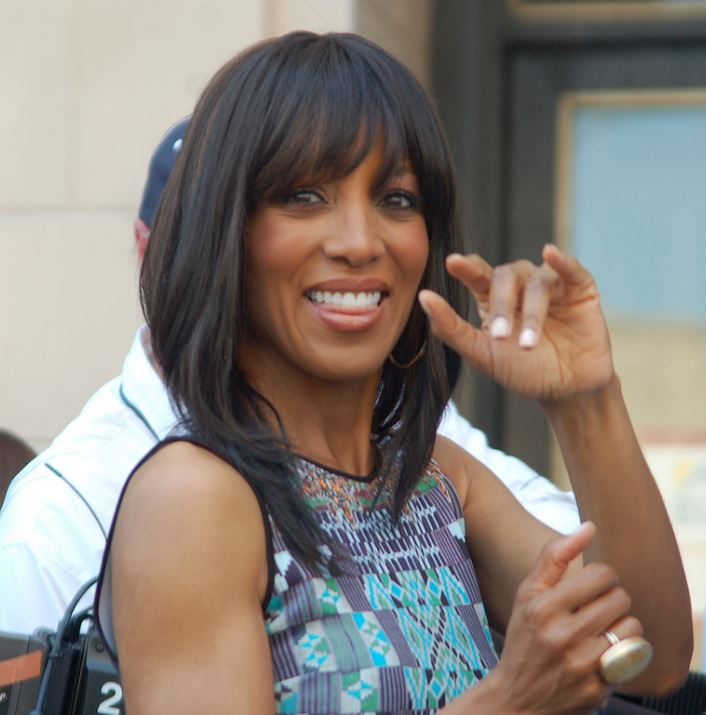

숀 로빈슨(Shaun Robinson, 1962년 7월 11일 ~ )은 미국의 배우, 저널리스트, 영화배우이다.
디트로이트에서 태어났다.

## 영화
- 더트 (2007년) - 본인 역
- 브루스 올마이티 (2003년)
- 블루 크러쉬 (2002년)
- 아메리칸 스윗하트 (2001년)
- 닥터 두리틀 2 (2001년)